# Ciriaco Sforza
Ciriaco Sforza, född 2 mars 1970 i Wohlen, är en schweizisk fotbollstränare och före detta spelare. 

## Meriter
Grasshopper
- Axpo Super League: 1991

Kaiserslautern
- Bundesliga: 1998

Bayern München
- UEFA cupen: 1996
- Bundeliga: 2001
- Champions League: 2001
- Interkontinentala cupen: 2001